# Liste des anciennes communes de l'Indre

Le département de l'Indre en France.

Cette page a pour objectif de retracer toutes les modifications communales dans le département de l'Indre : les anciennes communes qui ont existé depuis la Révolution française, ainsi que les créations, les modifications officielles de nom, ainsi que les échanges de territoires entre communes.
En 1800 , le territoire du département de l'Indre comportait 274 communes . Le département compte aujourd'hui 241 communes (au 1er janvier 2024). Dans un département plutôt étendu et marqué par un fort exode rural, les communes, étalées, ont rarement été tentées par le rapprochement entre elles : les fusions ont été relativement peu nombreuses au fil du temps.

## Fusions
| Nom de la nouvelle commune      | Communes réunies         | Régime | Date (et nature) de la décision | Date d'effet                    |
| ------------------------------- | ------------------------ | --- | ------------------------------- | ------------------------------- |
| Villentrois-Faverolles-en-Berry | Faverolles-en-Berry      | commune nouvelle (avec communes déléguées) | 7 décembre 2018 (Arrêté)        | 1er janvier 2019                |
| Villentrois-Faverolles-en-Berry | Villentrois              | commune nouvelle (avec communes déléguées) | 7 décembre 2018 (Arrêté)        | 1er janvier 2019                |
| Levroux                         | Levroux                  | commune nouvelle (avec 1 commune déléguée : Saint-Martin-de-Lamps) (Ce statut est supprimé pour Levroux et Saint-Pierre-de-Lamps à compter du 3-7-2020) | 24 août 2018 (Arrêté)           | 1er janvier 2019                |
| Levroux                         | Saint-Pierre-de-Lamps    | commune nouvelle (avec 1 commune déléguée : Saint-Martin-de-Lamps) (Ce statut est supprimé pour Levroux et Saint-Pierre-de-Lamps à compter du 3-7-2020) | 24 août 2018 (Arrêté)           | 1er janvier 2019                |
| Saint-Maur                      | Saint-Maur               | commune nouvelle (avec 1 commune déléguée : Villers-les-Ormes)                                                                                          | 11 décembre 2015 (Arrêté)       | 1er janvier 2016                |
| Saint-Maur                      | Villers-les-Ormes        | commune nouvelle (avec 1 commune déléguée : Villers-les-Ormes)                                                                                          | 11 décembre 2015 (Arrêté)       | 1er janvier 2016                |
| Val-Fouzon                      | Varennes-sur-Fouzon      | commune nouvelle (avec communes déléguées) | 1er décembre 2015 (Arrêté)      | 1er janvier 2016                |
| Val-Fouzon                      | Parpeçay                 | commune nouvelle (avec communes déléguées) | 1er décembre 2015 (Arrêté)      | 1er janvier 2016                |
| Val-Fouzon                      | Sainte-Cécile            | commune nouvelle (avec communes déléguées) | 1er décembre 2015 (Arrêté)      | 1er janvier 2016                |
| Levroux                         | Levroux                  | commune nouvelle (avec communes déléguées) | 25 septembre 2015 (Arrêté)      | 1er janvier 2016                |
| Levroux                         | Saint-Martin-de-Lamps    | commune nouvelle (avec communes déléguées) | 25 septembre 2015 (Arrêté)      | 1er janvier 2016                |
| Éguzon-Chantôme                 | Éguzon                   | fusion association | 20 mai 1974 (Arrêté)            | 1er juillet 1974                |
| Éguzon-Chantôme                 | Chantôme                 | fusion association | 20 mai 1974 (Arrêté)            | 1er juillet 1974                |
| Levroux                         | Levroux                  | fusion | 9 septembre 1861 (Décret)       | 9 septembre 1861 (Décret)       |
| Levroux                         | Saint-Phalier            | fusion | 9 septembre 1861 (Décret)       | 9 septembre 1861 (Décret)       |
| Bouges                          | Bouges                   | fusion | 12 mai 1855 (Décret)            | 12 mai 1855 (Décret)            |
| Bouges                          | Sainte-Colombe           | fusion | 12 mai 1855 (Décret)            | 12 mai 1855 (Décret)            |
| Écueillé                        | Écueillé                 | fusion | 23 décembre 1853 (Décret)       | 23 décembre 1853 (Décret)       |
| Écueillé                        | Cloué                    | fusion | 23 décembre 1853 (Décret)       | 23 décembre 1853 (Décret)       |
| Fontguenand                     | Lucioux                  | fusion | 9 avril 1842 (Loi)              | 9 avril 1842 (Loi)              |
| Fontguenand                     | Paulmery                 | fusion | 9 avril 1842 (Loi)              | 9 avril 1842 (Loi)              |
| Ardentes                        | Saint-Martin-d'Ardentes  | fusion | 25 juillet 1839 (Loi)           | 25 juillet 1839 (Loi)           |
| Ardentes                        | Saint-Vincent-d'Ardentes | fusion | 25 juillet 1839 (Loi)           | 25 juillet 1839 (Loi)           |
| Sainte-Sévère                   | Sainte-Sévère            | fusion | 17 décembre 1828 (Ordonnance)   | 17 décembre 1828 (Ordonnance)   |
| Sainte-Sévère                   | Rongères                 | fusion | 17 décembre 1828 (Ordonnance)   | 17 décembre 1828 (Ordonnance)   |
| Maillet                         | Maillet                  | fusion | 29 novembre 1826 (Ordonnance)   | 29 novembre 1826 (Ordonnance)   |
| Maillet                         | Bézagette                | fusion | 29 novembre 1826 (Ordonnance)   | 29 novembre 1826 (Ordonnance)   |
| Dun-le-Poëlier                  | Dun-le-Poëlier           | fusion | 29 avril 1826 (Ordonnance)      | 29 avril 1826 (Ordonnance)      |
| Dun-le-Poëlier                  | Sembleçay                | fusion | 29 avril 1826 (Ordonnance)      | 29 avril 1826 (Ordonnance)      |
| Villedieu                       | Villedieu                | fusion | 24 décembre 1823 (Ordonnance)   | 24 décembre 1823 (Ordonnance)   |
| Villedieu                       | Chambon                  | fusion | 24 décembre 1823 (Ordonnance)   | 24 décembre 1823 (Ordonnance)   |
| Villedieu                       | Mehun-sur-Indre          | fusion | 24 décembre 1823 (Ordonnance)   | 24 décembre 1823 (Ordonnance)   |
| Gargilesse                      | Gargilesse               | fusion | 12 novembre 1823 (Ordonnance)   | 12 novembre 1823 (Ordonnance)   |
| Gargilesse                      | Dampierre                | fusion | 12 novembre 1823 (Ordonnance)   | 12 novembre 1823 (Ordonnance)   |
| Bélâbre                         | Bélâbre                  | fusion | 4 décembre 1822 (Ordonnance)    | 4 décembre 1822 (Ordonnance)    |
| Bélâbre                         | Jauvard                  | fusion | 4 décembre 1822 (Ordonnance)    | 4 décembre 1822 (Ordonnance)    |
| Nohant-Vic                      | Nohant                   | fusion | 6 novembre 1822 (Ordonnance)    | 6 novembre 1822 (Ordonnance)    |
| Nohant-Vic                      | Vic-sur-Saint-Chartier   | fusion | 6 novembre 1822 (Ordonnance)    | 6 novembre 1822 (Ordonnance)    |
| Dunet                           | Dunet                    | fusion | 26 juin 1821 (Ordonnance)       | 26 juin 1821 (Ordonnance)       |
| Dunet                           | Vouhet                   | fusion | 26 juin 1821 (Ordonnance)       | 26 juin 1821 (Ordonnance)       |
| Oulches                         | Oulches                  | fusion | 24 mai 1821 (Ordonnance)        | 24 mai 1821 (Ordonnance)        |
| Oulches                         | Pezay-le-Joli            | fusion | 24 mai 1821 (Ordonnance)        | 24 mai 1821 (Ordonnance)        |
| Oulches                         | Saint-Nazaire            | fusion | 24 mai 1821 (Ordonnance)        | 24 mai 1821 (Ordonnance)        |
| Jauvard                         | Jauvard                  | fusion | 10 novembre 1819 (Ordonnance)   | 10 novembre 1819 (Ordonnance)   |
| Jauvard                         | Nesmes                   | fusion | 10 novembre 1819 (Ordonnance)   | 10 novembre 1819 (Ordonnance)   |
| Saint-Hilaire                   | Saint-Hilaire            | fusion | 1er septembre 1819 (Ordonnance) | 1er septembre 1819 (Ordonnance) |
| Saint-Hilaire                   | La Vaudieu               | fusion | 1er septembre 1819 (Ordonnance) | 1er septembre 1819 (Ordonnance) |
| Palluau                         | Palluau                  | fusion | 19 mai 1819 (Ordonnance)        | 19 mai 1819 (Ordonnance)        |
| Palluau                         | Villebernin              | fusion | 19 mai 1819 (Ordonnance)        | 19 mai 1819 (Ordonnance)        |
| Baudres                         | Baudres                  | fusion | 5 mai 1819 (Ordonnance)         | 5 mai 1819 (Ordonnance)         |
| Baudres                         | Balzème                  | fusion | 5 mai 1819 (Ordonnance)         | 5 mai 1819 (Ordonnance)         |
| Vendœuvres                      | Vendœuvres               | fusion | 5 mai 1819 (Ordonnance)         | 5 mai 1819 (Ordonnance)         |
| Vendœuvres                      | Bauché                   | fusion | 5 mai 1819 (Ordonnance)         | 5 mai 1819 (Ordonnance)         |
| Lignac                          | Lignac                   | fusion | 28 avril 1819 (Ordonnance)      | 28 avril 1819 (Ordonnance)      |
| Lignac                          | Château-Guillaume        | fusion | 28 avril 1819 (Ordonnance)      | 28 avril 1819 (Ordonnance)      |
| Cluis                           | Cluis-Dessous            | fusion | 21 janvier 1818 (Ordonnance)    | 21 janvier 1818 (Ordonnance)    |
| Cluis                           | Cluis-Dessus             | fusion | 21 janvier 1818 (Ordonnance)    | 21 janvier 1818 (Ordonnance)    |
| Gehée                           | Gehée                    | fusion | 21 janvier 1818 (Ordonnance)    | 21 janvier 1818 (Ordonnance)    |
| Gehée                           | Croz                     | fusion | 21 janvier 1818 (Ordonnance)    | 21 janvier 1818 (Ordonnance)    |
| Thevet-Saint-Julien             | Saint-Julien-de-Thevet   | fusion | 21 janvier 1818 (Ordonnance)    | 21 janvier 1818 (Ordonnance)    |
| Thevet-Saint-Julien             | Saint-Martin-de-Thevet   | fusion | 21 janvier 1818 (Ordonnance)    | 21 janvier 1818 (Ordonnance)    |
| Meunet-Planches                 | Meunet-sous-Brives       | fusion | 22 octobre 1817 (Ordonnance)    | 22 octobre 1817 (Ordonnance)    |
| Meunet-Planches                 | Planches                 | fusion | 22 octobre 1817 (Ordonnance)    | 22 octobre 1817 (Ordonnance)    |
| Coings                          | Coings                   | fusion | 1er octobre 1817 (Ordonnance)   | 1er octobre 1817 (Ordonnance)   |
| Coings                          | Notz-sur-Coings          | fusion | 1er octobre 1817 (Ordonnance)   | 1er octobre 1817 (Ordonnance)   |
| Ségry                           | Ségry                    | fusion | 3 septembre 1817 (Ordonnance)   | 3 septembre 1817 (Ordonnance)   |
| Ségry                           | Gouers                   | fusion | 3 septembre 1817 (Ordonnance)   | 3 septembre 1817 (Ordonnance)   |
| Écueillé                        | Écueillé                 | fusion | 22 mai 1813 (Décret)            | 22 mai 1813 (Décret)            |
| Écueillé                        | Hervaux                  | fusion | 22 mai 1813 (Décret)            | 22 mai 1813 (Décret)            |
| Vicq-sur-Nahon                  | Vicq-sur-Nahon           | fusion | 16 juin 1808 (Décret)           | 16 juin 1808 (Décret)           |
| Vicq-sur-Nahon                  | Bourgneuf                | fusion | 16 juin 1808 (Décret)           | 16 juin 1808 (Décret)           |
| Baraize                         | Baraize                  | fusion | 1790-1794                       | 1790-1794                       |
| Baraize                         | L'Age-de-Mont            | fusion | 1790-1794                       | 1790-1794                       |
| Buzançais                       | Buzançais                | fusion | 1790-1794                       | 1790-1794                       |
| Buzançais                       | Habilly                  | fusion | 1790-1794                       | 1790-1794                       |
| Ceaulmont                       | Ceaulmont                | fusion | 1790-1794                       | 1790-1794                       |
| Ceaulmont                       | La Prugne-au-Pot         | fusion | 1790-1794                       | 1790-1794                       |
| Chaillac                        | Chaillac                 | fusion | 1790-1794                       | 1790-1794                       |
| Chaillac                        | Brosse                   | fusion | 1790-1794                       | 1790-1794                       |
| Chaillac                        | La Lemette               | fusion | 1790-1794                       | 1790-1794                       |
| Chaillac                        | Loissière                | fusion | 1790-1794                       | 1790-1794                       |
| Chaillac                        | Milloux                  | fusion | 1790-1794                       | 1790-1794                       |
| Chaillac                        | Les Pérelles             | fusion | 1790-1794                       | 1790-1794                       |
| Châtillon-sur-Indre             | Châtillon-sur-Indre      | fusion | 1790-1794                       | 1790-1794                       |
| Châtillon-sur-Indre             | Saint-Martin-de-Verton   | fusion | 1790-1794                       | 1790-1794                       |
| Cuzion                          | Cuzion                   | fusion | 1790-1794                       | 1790-1794                       |
| Cuzion                          | Bonnu                    | fusion | 1790-1794                       | 1790-1794                       |
| Cuzion                          | Saint-Laurent-de-Cuzion  | fusion | 1790-1794                       | 1790-1794                       |
| Lignac                          | Lignac                   | fusion | 1790-1794                       | 1790-1794                       |
| Lignac                          | Lignat-en-Marche         | fusion | 1790-1794                       | 1790-1794                       |
| Martizay                        | Martizay                 | fusion | 1790-1794                       | 1790-1794                       |
| Martizay                        | Étourneau                | fusion | 1790-1794                       | 1790-1794                       |
| Martizay                        | La Morinière             | fusion | 1790-1794                       | 1790-1794                       |
| Mérigny                         | Mérigny                  | fusion | 1790-1794                       | 1790-1794                       |
| Mérigny                         | Plaincourault            | fusion | 1790-1794                       | 1790-1794                       |
| Montchevrier                    | Montchevrier             | fusion | 1790-1794                       | 1790-1794                       |
| Montchevrier                    | Montchevrier-en-Marche   | fusion | 1790-1794                       | 1790-1794                       |
| Mouhers                         | Mouhers                  | fusion | 1790-1794                       | 1790-1794                       |
| Mouhers                         | Réauvis                  | fusion | 1790-1794                       | 1790-1794                       |
| Orsennes                        | Orsennes                 | fusion | 1790-1794                       | 1790-1794                       |
| Orsennes                        | Murat-Orsennes           | fusion | 1790-1794                       | 1790-1794                       |
| Prissac                         | Prissac                  | fusion | 1790-1794                       | 1790-1794                       |
| Prissac                         | Prissat-en-Marche        | fusion | 1790-1794                       | 1790-1794                       |
| Vouhet                          | Vouhet                   | fusion | 1790-1794                       | 1790-1794                       |
| Vouhet                          | Vouhet-en-Marche         | fusion | 1790-1794                       | 1790-1794                       |

## Créations et rétablissements
| Nom de la commune créée   | Commune affectée | Mode de création              | Date (et nature) de la décision |
| ------------------------- | ---------------- | ----------------------------- | ------------------------------- |
| Sembleçay                 | Dun-le-Poëlier   | Démembrement (rétablissement) | 26 mars 1932 (Loi)              |
| Le Pont-Chrétien-Chabenet | Saint-Marcel     | Démembrement                  | 11 juillet 1912 (Loi)           |
| Les Bordes                | Lizeray          | Démembrement                  | 2 avril 1912 (Loi)              |
| Les Bordes                | Issoudun         | Démembrement                  | 2 avril 1912 (Loi)              |
| Les Bordes                | Sainte-Lizaigne  | Démembrement                  | 2 avril 1912 (Loi)              |
| La Vernelle               | Fontguenand      | Démembrement                  | 22 juillet 1851 (Loi)           |

## Modifications de nom officiel
| Ancien nom                 | Nouveau nom                 | Date (et nature) de la décision |
| -------------------------- | --------------------------- | ------------------------------- |
| Faverolles                 | Faverolles-en-Berry         | 7 février 2017 (Décret)         |
| Bouges                     | Bouges-le-Château           | 10 mai 1962 (Décret)            |
| Argenton                   | Argenton-sur-Creuse         | 8 octobre 1958 (Décret)         |
| Menetou                    | Menetou-sur-Nahon           | 8 octobre 1958 (Décret)         |
| Saint-Georges              | Saint-Georges-sur-Arnon     | 8 octobre 1958 (Décret)         |
| Saint-Michel               | Saint-Michel-en-Brenne      | 8 octobre 1958 (Décret)         |
| Villers                    | Villers-les-Ormes           | 26 mars 1957 (Décret)           |
| Gargilesse                 | Gargilesse-Dampierre        | 7 juin 1947 (Décret)            |
| Le Pin                     | Badecon-le-Pin              | 29 avril 1947 (Décret)          |
| Saint-Hilaire              | Saint-Hilaire-sur-Benaize   | 13 novembre 1924 (Décret)       |
| Varennes                   | Varennes-sur-Fouzon         | 7 janvier 1921 (Décret)         |
| Verneuil                   | Verneuil-sur-Igneraie       | 12 janvier 1909 (Décret)        |
| Moulins                    | Moulins-sur-Céphons         | 21 janvier 1905 (Décret)        |
| Ménétréols-sous-le-Landais | Frédille                    | 3 novembre 1902 (Décret)        |
| Crozon                     | Crozon-sur-Vauvre           | 19 février 1895 (Décret)        |
| Sainte-Sévère              | Sainte-Sévère-sur-Indre     | 11 novembre 1893 (Décret)       |
| Mers                       | Mers-sur-Indre              | 23 janvier 1892 (Décret)        |
| Tournon                    | Tournon-Saint-Martin        | 15 décembre 1890 (Décret)       |
| Villedieu                  | Villedieu-sur-Indre         | 12 février 1890 (Décret)        |
| Palluau                    | Palluau-sur-Indre           | 30 juin 1887 (Décret)           |
| Lourouer-les-Bois          | Le Poinçonnet               | 3 mars 1873 (Décret)            |
| Lourouer                   | Lourouer-Saint-Laurent      | 6 février 1847 (Ordonnance)     |
| Pouligny                   | Pouligny-Saint-Pierre       | 6 février 1847 (Ordonnance)     |
| Sacierges                  | Sacierges-Saint-Martin      | 6 février 1847 (Ordonnance)     |
| Saint-Christophe           | Saint-Christophe-en-Bazelle | 6 février 1847 (Ordonnance)     |
| Sassierges                 | Sassierges-Saint-Germain    | 6 février 1847 (Ordonnance)     |

## Modifications de limites communales
Les modifications des limites communales décidées par arrêtés préfectoraux ne sont pas répertoriées dans le Journal officiel ni dans le Bulletin officiel.
| La commune de ...                                             | ... cède du territoire à la commune de ...                    | précisions | Date (et nature) de la décision                  |
| ------------------------------------------------------------- | ------------------------------------------------------------- | --- | ------------------------------------------------ |
| Aigurande                                                     | Lourdoueix-Saint-Pierre (département de la Creuse)            | Lieu-dit : la Taille du Bourliat Superficie de 2 ha 36 a 78 ca 0,023 678 km2                                                    | 19 novembre 1981 (Décret)                        |
| Saint-Lactencin                                               | Buzançais                                                     | 50 habitants | 14 avril 1962 (Arrêté)                           |
| Saint-Flovier (département de l'Indre-et-Loire) Cléré-du-Bois | Cléré-du-Bois Saint-Flovier (département de l'Indre-et-Loire) | | 14 juin 1951 (Décret)                            |
| Néons-sur-Creuse Vicq (département de la Vienne)              | Vicq (département de la Vienne) Néons-sur-Creuse              | | 12 juin 1911 (Décret)                            |
| Lye Meusnes (département du Loir-et-Cher)                     | Meusnes (département du Loir-et-Cher) Lye                     | | 30 juillet 1847 (Loi)                            |
| Méasnes (département de la Creuse)                            | Aigurande                                                     | Hameau de Bontemps | 22 juillet 1847 (Loi)                            |
| Lourdoueix-Saint-Pierre (département de la Creuse)            | Aigurande                                                     | Hameaux de le Mas de la Ribaudonnière, Bois-Bouchard et Lemérin                                                                 | 22 juillet 1847 (Loi)                            |
| Vineuil                                                       | Villegongis                                                   | | 11 juin 1847 (Loi)                               |
| Saint-Sébastien (département de la Creuse)                    | Éguzon Chantôme Mouhet Parnac                                 | | 26 mars 1829 (Loi)                               |
| Éguzon Chantôme Mouhet Parnac                                 | Saint-Sébastien (département de la Creuse)                    | | 26 mars 1829 (Loi)                               |
| Vijon Nouzerines (département de la Creuse)                   | Nouzerines (département de la Creuse) Vijon                   | | 25 avril 1805 (Décret) (5 floréal an 13)         |
| Migny                                                         | Lazenay (département du Cher)                                 | « le Pré de Mauzay ». Limite fixée sur le cours de la rivière Arnon                                                             | 13 juillet 1803 (Arrêté) (24 messidor an 11)     |
| Crevant                                                       | Mortroux (département de la Creuse)                           | Village du Grand Pommier | 5 avril 1803 (Arrêté) (15 germinal an 11)        |
| Saint-Maur                                                    | Châteauroux                                                   | Enclave : contenue entre le chemin de Velles, à la pointe de la garenne à Girengue, le chemin des Orangeaux et la rivière Indre | 30 septembre 1802 (Arrêté) (8 vendémiaire an 11) |

## Communes associées
Liste des communes ayant, à la suite d'une fusion, le statut de commune associée.
| Nom de la commune | Code INSEE | Fusion-association                | Fusion-association | Fusion-association | Fusion-association                       |
| Nom de la commune | Code INSEE | date de la décision               | date d'effet       | commune absorbante | nom de la commune résultant de la fusion |
| ----------------- | ---------- | --------------------------------- | ------------------ | ------------------ | ---------------------------------------- |
| Chantôme          | 36039      | arrêté préfectoral du 20 mai 1974 | 1er juillet 1974   | Éguzon             | Éguzon-Chantôme                          |